# Heizkostenabrechnungsgesetz
Das österreichische Heizkostenabrechnungsgesetz (HeizKG) ist ein Bundesgesetz und im Wesentlichen am 1. Oktober 1992 in Kraft getreten. Es regelt die Abrechnung von Heiz- und Warmwasserkosten in Gebäuden mit mehr als vier Nutzungseinheiten (zB Wohnungen, Geschäfte etc.), die über eine gemeinsame Wärmeversorgungsanlage (Heizungsanlage) beheizt und mit Warmwasser versorgt werden.

## Hintergrund
Durch ein Erkenntnis vom Oktober 1991 hat der Verfassungsgerichtshof per 30. September 1992 die bis dahin geltende Regelung der Heiz- und Warmwasserkostenaufteilung im Wohnungsgemeinnützigkeitsgesetz aufgehoben. Im damals in Kraft stehenden Wohnungseigentumsgesetz 1975 sowie im Mietrechtsgesetz waren ähnliche Aufteilungsmodi vorgesehen, von denen angenommen wurde, dass diese ebenfalls verfassungswidrig seien. Daher wurde durch das Bundesministerium für wirtschaftliche Angelegenheiten und das Bundesministerium für Justiz ein Gesetz ausgearbeitet, das die bis dahin in drei unterschiedlichen Gesetzen geregelte Materie in einem Regelwerk zusammenfassen und zudem den Geltungsbereich auf unter anderem auch schlichtes Miteigentum und andere Gebäudenutzungen, die bis dahin nicht von einer entsprechenden Regelung erfasst waren, ausdehnen sollte. Weiters wurden die vorherigen verfassungswidrigen Regelungen ersetzt bzw. aufgehoben und diverse Begriffe und Abrechnungsmodi genauer definiert.
Ein Ziel des Gesetzes ist es aber auch, durch eine verbrauchsabhängige Abrechnung der Energiekosten und dadurch bewirkten unmittelbaren Auswirkungen auf die Heiz- und Warmwasserkosten einen sparsameren Umgang mit Energie (in § 1 HeizKG als rationelle und sparsame Energienutzung definiert) zu forcieren. Ein Grund für die Festlegung dieses Zieles, das sich auch im Gesetzestitel wiederfindet, war der im Jahr 1980 zwischen dem Bund und den Ländern abgeschlossene sogenannte Energiesparstaatsvertrag.

## Gliederung
Das Heizkostenabrechnungsgesetz ist in dreißig Paragraphen in acht Abschnitten sowie drei Artikel gegliedert.
Die Abschnitte sind wie folgt unterteilt:
- I. Abschnitt: Allgemeine Bestimmungen
- II. Abschnitt: Aufteilung der verbrauchsabhängigen Heiz- und Warmwasserkosten und Ermittlung der Verbrauchsanteile
- III. Abschnitt: Abrechnung
- IV. Abschnitt: Besondere Verfahrensvorschriften
- V. Abschnitt: Änderung des Wohnungseigentumsgesetzes 1975
- VI. Abschnitt: Änderung des Wohnungsgemeinnützigkeitsgesetzes
- VII. Abschnitt: Änderung des Mietrechtsgesetzes
- VIII. Abschnitt: Schluß- und Übergangsbestimmungen; Vollziehung

## Geltungsbereich
Der Geltungsbereich des HeizKG ist in § 3 definiert. Grundsätzlich sind die Bestimmungen auf alle Gebäude mit mindestens vier Nutzungsobjekten, die durch eine gemeinsame Wärmeversorgungsanlage mit Wärme versorgt werden und mit Vorrichtungen zur Ermittlung der Verbrauchsanteile ausgestattet sind, anzuwenden.
Unter einem Nutzungsobjekt werden hier sämtliche Einheiten verstanden, die mit Wärme versorgt werden können, demnach sind beispielsweise in Objekten, an denen Wohnungseigentum begründet worden ist, nicht nur Wohnungen, Geschäftslokale, Ordinationen etc., sondern auch Saunen, Kellerabteile, Hobby- oder Fahrradräume von dieser Regelung erfasst, selbst wenn beispielsweise eine eigenständige Nutzung dieser gar nicht möglich wäre oder diese nicht wohnungseigentumstauglich wären. Diese Bestimmungen gelten analog auch für Zinshäuser. Auch die vormals nicht erfassten Hausbesorgerwohnungen fallen unter die Bestimmungen des HeizKG. Wärme wird im Gesetz als Energie zur Raumbeheizung sowie zur Warmwasserbereitung definiert, eine gemeinsame Wärmeversorgungsanlage als eine Einrichtung, die Wärme erzeugt oder bereitstellt, unabhängig vom dafür verwendeten Energieträger. Ein gemeinsamer Fernwärmeanschluss für ein Gebäude gilt im Sinne dieser Definition beispielsweise ebenfalls als gemeinsame Wärmeversorgungsanlage. Der Betreiber einer gemeinsamen Wärmeversorgungsanlage (zB eine Eigentümergemeinschaft oder der Eigentümer eines Zinshauses) wird als Wärmeabgeber bezeichnet, auch wenn er wie im Falle eines Fernwärmeanschlusses lediglich von einer anderen Person bereitgestellte Wärme im eigenen Namen weiterveräußert.
Es werden in § 3 Abs. 2 Ausnahmeregelungen für den Fall, dass ein gewerbliches Unternehmen (zB ein Fernwärmeunternehmen) Direktlieferverträge mit den betroffenen Bestandnehmern abgeschlossen hat, getroffen.

## Aufteilung der Kosten

### Begriffsdefinition
In § 2 Abs. 8 werden Heiz- und Warmwasserkosten als Energiekosten und sonstige Kosten des Betriebes der Wärmeversorgungsanlage definiert. § 2 Abs. 9 definiert Energiekosten als Kosten der Energieträger, aus denen Wärme erzeugt wird, das können beispielsweise Kohle, Öl, Gas, Strom etc. sein sowie sonstige Kosten für Energieträger, das HeizKG nennt hier als Beispiel Strom für eine Umwälzpumpe oder einen Brenner. Sonstige Kosten des Betriebes sind gemäß § 2 Abs. 10 alle übrigen Kosten des Betriebes, zB für Wartung und Betreuung der Wärmeversorgungsanlage sowie den Ersatz von Verschleißteilen. Ausdrücklich ausgenommen davon sind Kosten für die Instandhaltung der Wärmeversorgungsanlage. Sofern die Wärme von einem gewerblichen Unternehmen im Rahmen von Direktlieferverträgen abgegeben wird, sind als Heiz- und Warmwasserkosten die behördlich festgelegten oder vertraglich vereinbarten Preise für die Energie definiert.

### Voraussetzungen
Sofern die Verbrauchsanteile der einzelnen Wärmeabnehmer (Bestandnehmer) an der Heiz- und Warmwasserversorgung durch Messeinrichtungen, die dem Stand der Technik entsprechen, ermittelt werden können und der Energieverbrauch überwiegend durch die Wärmeabnehmer beeinflussbar ist (zB durch abschaltbare Heizkörper), sind die Kosten überwiegend nach dem tatsächlichen Verbrauch aufzuteilen. Ist dies hingegen nicht der Fall, sind sämtliche Kosten ausschließlich nach der beheizbaren Nutzfläche aufzuteilen. Zur beheizbaren Nutzfläche zählt jedenfalls die im Wohnungseigentumsgesetz 2002 (WEG 2002) definierte Nutzfläche, ausgenommen aber offener Loggien und wie oben beschrieben zuzüglich allgemeiner Räume, die ebenfalls beheizt werden.
Ein einzelner Wärmeabnehmer kann gemäß § 6 HeizKG vom Wärmeabgeber den nachträglichen Einbau von Messeinrichtungen für die Verbrauchsermittlung (Zähler) verlangen, wenn er den tatsächlichen Energieverbrauch selbst beeinflussen kann und mit einer Einsparung von 10 Prozent der Energiekosten über die Nutzungsdauer der Messvorrichtungen zu rechnen ist. Eine solche Rechnung ist von einem dafür qualifizierten Ziviltechniker vor der Beantragung des Einbaus aufzustellen. Jeder Wärmeabnehmer muss den nachträglichen Einbau von Messeinrichtungen jedenfalls dulden.

### Trennung der Heiz- und Warmwasserkosten
Sofern mit einer gemeinsamen Wärmeversorgungsanlage sowohl Heizenergie erzeugt als auch Warmwasser aufbereitet wird, sind gemäß § 9 die Kosten – auch aus umsatzsteuerrechtlichen Gesichtspunkten – nach dem jeweiligen Energieanteil, der auf die Heiz- und auf die Warmwasserenergie entfällt, aufzuteilen. Die jeweiligen Anteile sind mit Verbrauchserfassung (Messung) zu ermitteln. Wenn das nicht möglich ist, sind mindestens 60 Prozent und höchstens 80 Prozent der Kosten der Heizenergie und der Rest der Warmwasserenergie zuzuordnen. Sofern nicht alle Wärmeabgeber eine andere Vereinbarung treffen, sind gemäß § 13 Abs. 3 Z 1 Anteile von 70 Prozent der Heiz- und von 30 Prozent der Warmwasserenergie zuzuordnen.

### Trennung in verbrauchsabhängige und -unabhängige Kosten
Die wie vorstehend ermittelten Kosten werden in verbrauchsabhängige und -unabhängige Kosten unterschieden. Verbrauchsabhängige Kosten sind solche, die mit einem tatsächlichen Mehrverbrauch an Wärme im Gebäude auch steigen (zB für Heizöl, Gas, Strom für einen Brenner). Verbrauchsunabhängige Kosten sind hingegen solche, die unabhängig vom tatsächlichen Verbrauch an Wärme regelmäßig anfallen (zB für die Wartung und Betreuung oder die Zählerablesung). Die verbrauchsabhängigen und -unabhängigen Kosten sind für die Abrechnung eventuell in Heiz- und Warmwasserkosten aufzuteilen. Ein Anteil der verbrauchsabhängigen Kosten ist anschließend den verbrauchsunabhängigen Kosten zuzurechnen (gemäß § 10 zwischen 25 und 45 Prozent; sofern keine Vereinbarung getroffen wurde, sind es 35 Prozent).

## Abrechnung

### Aufteilung der Kosten
Die Abrechnung der verbrauchsabhängigen Kosten ist nach den durch Messeinrichtungen (Zähler) ermittelten Verbrauchsanteilen vorzunehmen, und zwar in dem diese ins Verhältnis gesetzt werden. Jeder Wärmeabnehmer hat die Messung der Verbrauchsanteile (beispielsweise durch unmittelbare Ablesung eines Abrechnungsunternehmens in seiner Wohnung) oder allenfalls die Feststellung der beheizbaren Nutzfläche (diese ist in Naturmaßen zu nehmen) zu dulden. Die Kosten für die Messung sind verbrauchsunabhängige Heizkosten. Können für bestimmte Nutzungseinheiten die Verbrauchsanteile nicht ermittelt werden, können diese durch Schätzung bzw. Hochrechnung festgelegt werden; der Anteil der beheizbaren Nutzfläche dieser Nutzungseinheiten an der Summe der beheizbaren Nutzfläche im Gebäude darf nicht mehr als ein Viertel sein.
Die verbrauchsunabhängigen Kosten sind in der Summe im Verhältnis der beheizbaren Nutzfläche aufzuteilen. Sofern eine Ermittlung der Verbrauchswerte oder eine Beeinflussung des Verbrauches durch die Wärmeabnehmer nicht möglich ist, sind sämtliche Kosten im Verhältnis der beheizbaren Nutzfläche aufzuteilen.

### Abrechnungsperiode
Die Abrechnungsperiode ist grundsätzlich zwölf Monate lang, Beginn und damit auch das Ende werden durch den Wärmeabgeber bestimmt. Üblich sind Abrechnungsperioden, die mit den Kalenderjahren zusammenfallen, wobei hier eine Heizsaison (Herbst und Winter) jeweils auf zwei Perioden aufgeteilt wird. Daher beginnt die Abrechnungsperiode häufig auch am 1. Juli oder am 1. Oktober.

### Inhalt und Folgen der Abrechnung
Die Abrechnung ist vom Wärmeabgeber bis spätestens sechs Monate nach Ende der Abrechnungsperiode an die Wärmeabnehmer schriftlich zu übermitteln. Gemäß § 18 muss die Abrechnung wenigsten Informationen über den Beginn und das Ende der Abrechnungsperiode, die Summe der Heiz- und Warmwasserkosten sowie die Aufteilung in verbrauchsabhängige und -unabhängige Heizkosten, die Summe der beheizbaren Nutzfläche sowie den auf den Wärmeabnehmer entfallenden Anteil, den Gesamtwärmeverbrauch sowie den auf den Wärmeabnehmer entfallenden Anteil, das Verhältnis der Aufteilung in verbrauchsabhängige und -unabhängige Heizkosten, den Anteil der Kosten, der auf das jeweilige Nutzungsobjekt entfällt, die geleisteten Akontozahlungen, den Überschuss oder Fehlbetrag, den Ort und Zeitraum, an und in dem in die vollständige Abrechnung und Belegsammlung Einsicht genommen werden kann sowie einen Hinweis auf die Folgen der Abrechnung  (zB Anpassung der Akontobeträge) enthalten.
Überschüsse (Gutschriften) und Fehlbetrag (Nachforderungen) aus der Abrechnung sind grundsätzlich innerhalb von zwei Monaten ab dem Tag der Rechnungslegung zurück- beziehungsweise nachzuzahlen. Anhand der Abrechnung sind eventuell neue Akontobeträge vom Wärmeabgeber festzulegen, die dann für die gesamte folgende Abrechnungsperiode zu gelten haben, sofern nicht unvorhergesehen Ereignisse (zB ein besonders kalter Winter) eintreten. Die §§ 22 und 23 regeln eine eventuelle nachträgliche Korrektur der Abrechnung sowie eine Zwischenermittlung im Falle eines Wechsels des Wärmeabnehmers im Laufe der Abrechnungsperiode (Umzug).
Einwände gegen die Abrechnung sind innerhalb von sechs Monaten ab Rechnungslegung zu erheben.

### Schema
Eine Abrechnung funktioniert nach folgendem Schema (sämtliche Werte sind beispielhaft eingesetzt):
| verbrauchsabhängige Kosten | verbrauchsabhängige Kosten | verbrauchsunabhängige Kosten | verbrauchsunabhängige Kosten |
| -------------------------- | -------------------------- | ---------------------------- | ---------------------------- |
| Heizöl                     | € 1.000,00                 | Ablesung                     | € 500,00                     |
| Strom für Brenner          | € 100,00                   | Kesselreinigung              | € 250,00                     |
| Summe                      | € 1.100,00                 | Summe                        | € 750,00                     |

| Summe der Heiz- und Warmwasserkosten = € 1.850,00 | Summe der Heiz- und Warmwasserkosten = € 1.850,00 | Summe der Heiz- und Warmwasserkosten = € 1.850,00 | Summe der Heiz- und Warmwasserkosten = € 1.850,00 | Summe der Heiz- und Warmwasserkosten = € 1.850,00 | Summe der Heiz- und Warmwasserkosten = € 1.850,00 | Summe der Heiz- und Warmwasserkosten = € 1.850,00 | Summe der Heiz- und Warmwasserkosten = € 1.850,00 |
| ------------------------------------------------- | ------------------------------------------------- | ------------------------------------------------- | ------------------------------------------------- | ------------------------------------------------- | ------------------------------------------------- | ------------------------------------------------- | ------------------------------------------------- |
| verbrauchsabhängige (va.) Kosten = € 1.100,00     | verbrauchsabhängige (va.) Kosten = € 1.100,00     | verbrauchsabhängige (va.) Kosten = € 1.100,00     | verbrauchsabhängige (va.) Kosten = € 1.100,00     | verbrauchsunabhängige (vua.) Kosten = € 750,00    | verbrauchsunabhängige (vua.) Kosten = € 750,00    | verbrauchsunabhängige (vua.) Kosten = € 750,00    | verbrauchsunabhängige (vua.) Kosten = € 750,00    |
| 70 % Heizkosten = € 770,00                        | 70 % Heizkosten = € 770,00                        | 30 % Warmwasserkosten = € 330,00                  | 30 % Warmwasserkosten = € 330,00                  | 70 % Heizkosten = € 525,00                        | 70 % Heizkosten = € 525,00                        | 30 % Warmwasserkosten = € 225,00                  | 30 % Warmwasserkosten = € 225,00                  |
| 65 % va. Kosten = € 500,50                        | 35 % vua. Kosten = € 269,50                       | 65 % va. Kosten = € 214,50                        | 35 % vua. Kosten = € 115,50                       |                                                   |                                                   |                                                   |                                                   |

| Heizkosten                    | Heizkosten                      | Warmwasserkosten              | Warmwasserkosten                |
| ----------------------------- | ------------------------------- | ----------------------------- | ------------------------------- |
| verbrauchsabhängig = € 500,50 | verbrauchsunabhängig = € 794,50 | verbrauchsabhängig = € 214,50 | verbrauchsunabhängig = € 340,50 |

| Nutzungseinheit | beheizbare Nutzfläche | Anteil   | vua. Heizkosten | Verbrauch Heizenergie | Anteil   | va. Heizkosten | Gesamtsumme |
| --------------- | --------------------- | -------- | --------------- | --------------------- | -------- | -------------- | ----------- |
| Wohnung 1       | 85 m²                 | 26,56 %  | € 211,04        | 5 MWh                 | 17,86 %  | € 89,38        | € 300,42    |
| Wohnung 2       | 80 m²                 | 25,00 %  | € 198,63        | 8 MWh                 | 28,57 %  | € 143,00       | € 341,63    |
| Wohnung 3       | 70 m²                 | 21,88 %  | € 173,80        | 9 MWh                 | 32,14 %  | € 160,88       | € 334,68    |
| Wohnung 4       | 85 m²                 | 26,56 %  | € 211,04        | 6 MWh                 | 21,43 %  | € 107,25       | € 318,29    |
| Summen          | 320 m²                | 100,00 % | € 794,51        | 28 MWh                | 100,00 % | € 500,51       | € 1.295,02  |

Rundungsdifferenzen im Bereich von unter 10 Cent bleiben in der Praxis und daher auch in diesem Beispiel häufig unberücksichtigt.

## Sonstiges
Im Heizkostenabrechnungsgesetz werden weiters Möglichkeiten für Anträge im Verfahren außer Streitsachen, zB für die Festlegung des Verhältnisses zwischen Heiz- und Warmwasserkosten, definiert sowie die notwendigen Änderungen im WEG 1975, MRG und WGG normiert.